# Helena Kitajewicz
Helena Kitajewicz, później jako Lola Rand (ur. 28 marca 1915 w Warszawie, zm. 31 grudnia 1993 w Londynie) – polska aktorka, po wojnie w Londynie, jedna z najbardziej znanych aktorek emigracyjnych.

## Życiorys
W 1936 ukończyła Państwowy Instytut Sztuki Teatralnej w Warszawie. Przed wojną występowała w teatrach warszawskich: Narodowym i Kameralnym (1937–1938) oraz w Cyruliku Warszawskim. Wystąpiła też w filmie Biały Murzyn. Po wybuchu II wojny światowej wyemigrowała z kraju. Jej ojciec i brat zginęli w getcie warszawskim.
Po zakończeniu wojny pozostała na emigracji w Wielkiej Brytanii, gdzie występowała na scenach londyńskich: Teatru Aktora, Teatru Komedii Muzycznej, Teatru Nowego oraz Teatru Polskiego ZASP.
Pod nazwiskiem Lola Rand wystąpiła w kilku brytyjskich serialach i filmach telewizyjnych.
Pochowana na Starych Powązkach w Warszawie.